# 劉武 (宣德進士)
劉武（1393年—？），字士憲，福建興化府莆田縣人，明朝政治人物。進士出身。

## 生平
宣德元年（1426年）丙午科福建鄉試第七名。宣德五年（1430年）庚戌科會試第八十一名，殿試登進士第二甲第十名。

## 家族
曾祖父劉元。祖父劉隆。父亲劉誠。曾孫刘勋，官宁夏巡抚。